# Pieter de Vries (theoloog)
Pieter (Piet) de Vries (Kinderdijk, 23 april 1956) is Nederlands theoloog en predikant. Hij is predikant binnen de Hersteld Hervormde Kerk, en was tot 2021 docent bij het Hersteld Hervormd Seminarie aan de Vrije Universiteit Amsterdam. Vanaf september 2021 geeft hij theologische toerusting op academisch niveau via de stichting "Godsvrucht en wetenschap".   
De Vries studeerde theologie en Semitische talen aan de Universiteit van Utrecht en werd in 1982 hervormd predikant te Zwartebroek-Terschuur. Vervolgens diende hij van 1987 tot 1994 de gemeente van Opheusden en van 1994 tot 2005 de gemeente Elspeet. Hij is niet meegegaan met de op 1 mei 2004 ontstane Protestantse Kerk in Nederland. In 2005 werd ds. De Vries hersteld hervormd predikant te Waarder en docent Bijbelse theologie, hermeneutiek en apologetiek aan het Hersteld Hervormd Seminarie aan de Vrije Universiteit van Amsterdam. In december 2010 nam De Vries een beroep aan naar Boven-Hardinxveld. Op 16 september 2018 heeft hij afscheid genomen als predikant van de HHG Boven-Hardinxveld. 
In 1999 promoveerde hij aan de Theologische Universiteit Apeldoorn. De titel van zijn dissertatie luidde: Die mij heeft liefgehad. De gemeenschap met Christus in de theologie van John Owen (1616-1683). Op 24 maart 2010 promoveerde hij opnieuw, ditmaal over de heerlijkheid van JHWH in het Oude Testament, in het bijzonder in het boek Ezechiël.
In 2019 droeg De Vries bij aan de Nederlandse vertaling van de Nashvilleverklaring en ondertekende deze mede vanuit zijn functie aan de VU, hoewel volgens een woordvoerder van de VU deze universiteit "helemaal niets met Nashville heeft". De Vries stelde dat er te weinig onderwijs wordt gegeven over de Bijbelse opvatting omtrent huwelijk en seksualiteit: "We moeten ons geluid laten horen. Toen de nazi-ideologie zich opdrong, zwegen de kerken. Nu dringt de genderideologie zich op en zwijgen de kerken weer te vaak." De Vries benadrukte dat niet de samenleving of de overheid de inhoud van de christelijke geloofsovertuiging en levenspraktijk mag bepalen, maar alleen God.
In januari 2021 besloot De Vries definitief zijn docentschap aan het Hersteld Hervormd Seminarie neer te leggen. Zijn voornaamste reden daarvoor was dat hij aan de VU de vrijheid miste en zich te weinig gesteund wist om ook in academische context theologie te beoefenen vanuit de overtuiging dat theologie het naspreken is van Gods gedachten zoals Hij ons die in Zijn Woord heeft geopenbaard, en daarnaast dat in een seminarie de wetenschap nadrukkelijk onder de koepel van godsvrucht dient te staan.
De Vries werd al in de week na zijn vertrek van de VU en het Hersteld Hervormd Seminarie vanuit meerdere zijden benaderd met de vraag om te blijven doorgaan met het geven van theologisch onderwijs en theologische toerusting op academisch niveau. Dit heeft geleid tot de oprichting van de stichting "Godsvrucht en wetenschap". Vanaf 1 september 2021 verzorgt De Vries cursussen voor deze stichting. Meerdere daarvan zijn niet louter academisch, maar op een wat breder publiek gericht.
Met haar naam geeft de stichting aan dat wetenschap, en zeker theologische wetenschap, nooit neutraal is. Echte theologie heeft de Bijbel, de stem van de levende God, als bron en norm. Zij wil over Gods gedachten, geopenbaard in Zijn Woord, nadenken, en doet dat in de overtuiging dat daarvoor een verstand nodig is dat zich onderwerpt aan het Woord van God en laat verlichten door de Heilige Geest. Vanuit deze zienswijze heeft De Vries altijd theologie beoefend.
Ook na zijn emeritaat is De Vries werkzaam gebleven voor de stichting "Godsvrucht en wetenschap". Nog steeds verzorgt hij jaarlijks een aantal cursussen. Een aantal vraagt hbo- of academisch niveau, maar andere zijn voor een veel breder publiek toegankelijk. Zowel maatschappelijk als kerkelijk trekken de cursussen van De Vries een gemêleerd publiek. Dat sluit helemaal aan bij zijn wens om dienstbaar te mogen zijn voor de kerk van Nederland in de brede zin van het woord.

## Publicaties
- De weg Zijner getuigenissen. Een oproep om te volharden in de gereformeerde religie, De Roos, Vlaardingen, 1986
- Het onfeilbare Woord, Kampen, 1991
- Door tijd noch eeuwigheid te scheiden, De Banier, Utrecht, 1991
- Het zout der aarde. Geloven en belijden in een geseculariseerde samenleving, Groen, Leiden, 1993
- John Bunyan on the Order of Salvation, Peter Lang, New York, 1994
- Om de toekomst van de kerk, Verloop, Alblasserdam, 1994
- Gereformeerd of evangelisch?, Den Hertog, Houten, 1999
- Die mij heeft liefgehad. De gemeenschap met Christus in de theologie van John Owen (1616-1683) (dissertatie), Groen, Heerenveen, 1999 (tweede druk: 2000)
- De liefde van Christus dringt ons. Levensschets met enkele brieven en preken van ds. H. Hofman, Den Hertog, Houten, 2001
- Tot de gehoorzaamheid van Christus. Het christelijk geloof verdedigd en  uitgezet  door Cornelius van Til, De Banier, Utrecht, 2001
- Een vast verbond. De visie van de puriteinen op het verbond, Den Hertog, Houten, 2001
- Vreugde in God. De betekenis van de leer van de Drie-eenheid voor het geloof en de geloofsbeleving, Groen, Heerenveen, 2003
- Vaste Rots van mijn behoud. Vijf Engelse dichters en hun bekendste hymns, Den Hertog, Houten, 2004
- Alvin Plantinga. Zijn betekenis voor de christelijke apologetiek, De Groot Goudriaan, Kampen, 2010; ISBN 978-90-8865-202-8
- De heerlijkheid van JHWH in het Oude Testament en in het bijzonder in het boek Ezechiël (dissertatie), Groen, Heerenveen, 2010; ISBN 9789058299734
- Wij hebben Zijn heerlijkheid aanschouwd. De heerlijkheid van God en van Christus in het Oude en het Nieuwe Testament, Den Hertog, Houten, 2012; ISBN 978-90-331-2520-1; pb. 170 pp.
- Christus Die ons leven is. Over de verkondiging en doorleving van het heil, Den Hertog, Houten, 2013; ISBN 978-90-331-2540-9; pb. 116 pp.
- De ene olijfboom. De verhouding tussen de christelijke kerk en het Joodse volk, Bureau van de Hersteld Hervormde Kerk, Veenendaal, 2013; ISBN 978-9-4622-8194-3; pb. 81 pp.
- Verstaanbaarheid en betrouwbaarheid van een Bijbelvertaling. Overwegingen rond herziening en hertaling van de Statenvertaling, AMV, Lunteren, 2014; ISBN 978-90-821588-1-6; pb. 63 pp.
- Hoe zalig is het volk. Herinneringen aan kinderen van God, Den Hertog, Houten, 2014; ISBN 978-90-331-2663-5; pb. 176 pp.
- Paspoort van het Koninkrijk. Over de betekenis van de Heilige Doop, Den Hertog, Houten, 2015; ISBN 978-90-331-2719-9; pb. 87 pp.
- The Kābôd of YHWH in the Old Testament. With Particular Reference to the book of Ezekiel, Brill, Leiden/Boston, 2015; ISBN 9789004303225; xiv + pp. 482
- Gij zijt hun roem. Herinneringen aan kinderen van God (Den Hertog, Houten, 2017), 108 pp., (ISBN 978-90-331-2859-2)
- Uw lieflijkheid en schone dienst aanschouwen. De blijvende betekenis van de oudtestamentische offerwetgeving (Labarum Academic, Apeldoorn, 2018), paperback, 160 pp. (ISBN 978-94-0290-6554)
- Gezanten van Gods lof. Levensschetsen van zeven predikers (Brevier, Kampen, 2018), 144 pp. (ISBN 9789492433220)
- Dan zingen zij in God verblijd. Herinneringen aan kinderen van God (Houten: Den Hertog, 2020), hardcover, 119 pp. (ISBN 9789033130717)
- De beste vertaling. Een onderzoek naar de Statenvertaling en aanbevelingen voor een nieuwe vertaling (Apeldoorn: Labarum, 2021), paperback, 127 pp. (ISBN 9789087185626)
- Zicht op de Bijbelse boodschap. Een viertal bijdragen over de boodschap van het Oude en Nieuwe Testament (Kampen, Brevier, 2021), 280 pp. (ISBN 9789492433855)
- Het wonder van Gods genade. Overdenkingen over de orde of de gouden ketting van het heil (Apeldoorn: De Banier, 2024), paperback, 260 pp., 19,95 (ISBN 9789402910247)

- Bibsys: 90764247
- Bibliothèque nationale de France: cb170463127 (data)
- Gemeinsame Normdatei: 143326643
- International Standard Name Identifier: 0000 0001 1497 2351
- Library of Congress Control Number: n91004994
- Nationale Bibliotheek van Israël: 987007269635605171
- Nederlandse Thesaurus van Auteursnamen: 074862820
- Système universitaire de documentation: 232611319
- Virtual International Authority File: 114871018
- WorldCat: E39PBJvMtXMJJ7fWyjBvrCvbVC